# Ашуров, Шарифбай
Шарифбай Ашуров (1904, Гозиён — 1982, Гозиён) — передовик советского сельского хозяйства, бригадир тракторно-полеводческой бригады колхоза имени Фрунзе Ленинабадского района Ленинабадской области, Герой Социалистического Труда (1959).

## Биография
Родился Шарифбай Ашуров в 1904 года в кишлаке Гозиён Ходжентского уезда Самаркандской области, Туркестанского края, ныне территория города Худжанд Республики Таджикистан, в крестьянской таджикской семье. С началом коллективизации на территории СССР, в 1931 году, принял решение и вступил в хлопководческий колхоз в Ходжентском округе. Сначала стал работать рядовым колхозником, затем трудился механизатором, а позже был назначен бригадиром механизированной тракторно-полеводческой бригады. Был директором ремонтно-тракторной станции. С 1938 года член ВКП(б)/КПСС
В 1959 году Ашурова назначили бригадиром тракторно-полеводческой бригады на новых орошаемых землях колхоза имени Фрунзе Ленинабадского района. Его бригада в этот же год добилась высокой урожайности хлопка-сырца. Высокие производственные результаты были отмечены руководством страны.
За получение в 1959 году 35 центнеров хлопка-сырца с каждого гектара на площади 50 гектаров на вновь освоенных поливных землях, Указом Президиума Верховного Совета СССР от 25 декабря 1959 года Шарифбаю Ашурову было присвоено звание Героя Социалистического Труда с вручением ордена Ленина и золотой медали «Серп и Молот».
Продолжал работать бригадиром до выхода на заслуженный отдых в 1968 году. Избирался членом ЦК Компартии Таджикской ССР (1959-1962).
Проживал в кишлаке Гозиён. Умер в 1982 году.  

## Награды
За трудовые успехи удостоен:
- золотая звезда «Серп и Молот» (25.12.1959),
- орден Ленина (25.12.1959),
- другие медали.